# ACKR1
ACKR1 (англ. Atypical chemokine receptor 1 (Duffy blood group)) – білок, який кодується однойменним геном, розташованим у людей на короткому плечі 1-ї хромосоми.  Довжина поліпептидного ланцюга білка становить 336 амінокислот, а молекулярна маса — 35 553.
| 10         |  | 20         |  | 30         |  | 40         |  | 50         |
| ---------- |  | ---------- |  | ---------- |  | ---------- |  | ---------- |
| MGNCLHRAEL |  | SPSTENSSQL |  | DFEDVWNSSY |  | GVNDSFPDGD |  | YGANLEAAAP |
| CHSCNLLDDS |  | ALPFFILTSV |  | LGILASSTVL |  | FMLFRPLFRW |  | QLCPGWPVLA |
| QLAVGSALFS |  | IVVPVLAPGL |  | GSTRSSALCS |  | LGYCVWYGSA |  | FAQALLLGCH |
| ASLGHRLGAG |  | QVPGLTLGLT |  | VGIWGVAALL |  | TLPVTLASGA |  | SGGLCTLIYS |
| TELKALQATH |  | TVACLAIFVL |  | LPLGLFGAKG |  | LKKALGMGPG |  | PWMNILWAWF |
| IFWWPHGVVL |  | GLDFLVRSKL |  | LLLSTCLAQQ |  | ALDLLLNLAE |  | ALAILHCVAT |
| PLLLALFCHQ |  | ATRTLLPSLP |  | LPEGWSSHLD |  | TLGSKS     |  |            |

A: Аланін

C: Цистеїн

D: Аспарагінова кислота

E: Глутамінова кислота

F: Фенілаланін

G: Гліцин

H: Гістидин

I: Ізолейцин

K: Лізин

L: Лейцин

M: Метіонін

N: Аспарагін

P: Пролін

Q: Глутамін

R: Аргінін

S: Серин

T: Треонін

V: Валін

W: Триптофан

Кодований геном білок за функціями належить до рецепторів, g-білокспряжених рецепторів, білків внутрішньоклітинного сигналінгу. 
Локалізований у мембрані, ендосомах.